# Expansión de anillo de Buchner
La expansión del anillo de Buchner es una reacción de formación de enlaces C-C orgánicos de dos pasos utilizada para acceder a los anillos de 7 miembros. El primer paso implica la formación de un carbeno a partir del diazoacetato de etilo, que ciclopropana un anillo aromático. La expansión del anillo ocurre en el segundo paso, con una reacción electrocíclica que abre el anillo de ciclopropano para formar el anillo de 7 miembros.

## Historia
La reacción de expansión del anillo de Buchner se usó por primera vez en 1885 por E. Buchner y T. Curtius, quienes prepararon un carbeno a partir de diazoacetato de etilo para agregarlo al benceno utilizando vías térmicas y fotoquímicas en la síntesis de derivados de cicloheptatrieno. El producto resultante fue una mezcla de cuatro ácidos carboxílicos isoméricos. Las variaciones en la reacción surgen de los métodos de preparación de carbeno. Los avances en la química organometálica han dado como resultado una mayor selectividad de los derivados de cicloheptatrieno. En la década de 1980 se descubrió que los catalizadores de dirhodium proporcionan isómeros de ciclopropano únicos con altos rendimientos. Las aplicaciones se encuentran en medicina (síntesis de drogas) y ciencia de materiales (derivados de fullerenos).

## Preparación de intermediarios
Preparación del diazoacetato de etilo
La primera síntesis de Buchner de derivados de cicloheptatrieno en 1885 utilizó fotólisis y condiciones térmicas para generar el carbeno. Un procedimiento para la preparación del material de partida peligroso necesario para la generación de carbeno en la reacción de Buchner, el diazoacetato de etilo, está disponible en Síntesis orgánica. En el procedimiento proporcionado, Searle incluye instrucciones de precaución debido a la naturaleza altamente explosiva de los ésteres diazoacéticos.
Preparación del carbenoide
La síntesis del carbeno en la década de 1960 se centró en el uso de catalizadores de cobre para la propagación estereoselectiva. En la década de 1980, los catalizadores de dirodio se utilizaron para generar el carbenoide para la ciclopropanación. La llegada de la metaloquímica ha mejorado la selectividad de las relaciones de producto de los derivados de ciclohexatrieno mediante la elección del ligando en el catalizador de carbenoide.

## Mecanismo
Paso 1:
El mecanismo de reacción de la expansión del anillo de Buchner comienza con la formación de carbeno a partir del diazoacetato de etilo generado inicialmente a través de reacciones fotoquímicas o térmicas con extrusión de nitrógeno.
El carbeno generado se agrega a uno de los dobles enlaces de benceno para formar el anillo de ciclopropano.
El advenimiento de los reactivos catalizados por metales de transición proporciona métodos alternativos estereoespecíficos para la ciclopropanación. Las opciones para metales incluyen Cu, Rh y Ru con una variedad de ligandos. El uso de catalizadores de rodio en la reacción de Buchner para la generación de carbeno reduce el número de productos al producir predominantemente los ésteres cinéticos de cicloheptatrienilo. Las mezclas de productos de reacciones de Buchner resultantes de catalizadores térmicos de rodio II son menos complicadas. Wyatt y col. han estudiado la regioselectividad de la reacción térmica de Buchner utilizando triflato de rodio (IV) (Rh2(O2CCF3)4) y han demostrado que el carácter electrofílico del carbeno de rodio prefiere la reacción en los enlaces π más nucleófilos del anillo aromático.
Yates propuso el ciclo catalítico de carbeno aceptado en 1952. Inicialmente, el compuesto diazo se agrega oxidativamente al complejo de ligando metálico. Después de la extrusión de nitrógeno, se genera el carbeno metálico y reacciona con una sustancia aromática rica en electrones para regenerar reductivamente el catalizador metálico completando el ciclo catalítico.
Paso 2:
El segundo paso de la reacción de Buchner implica una expansión de anillo concertado pericíclico. Basado en las reglas de Woodward-Hoffmann, la apertura electrocíclica de derivados de norcaradieno es un proceso disrotatorio de 6 electrones (π 4s + σ 2s), térmicamente permitido.
El equilibrio de norcaradieno-cicloheptatrieno se ha estudiado ampliamente. La posición del equilibrio depende de los efectos estéricos, electrónicos y conformacionales. Debido a la tensión conformacional en el anillo de ciclopropano del norcaradieno, el equilibrio se encuentra en el lado del cicloheptatrieno. El equilibrio puede desplazarse hacia el norcaradieno mediante la desestabilización del cicloheptatrieno mediante sustitución voluminosa (grandes grupos con impedimento estérico, es decir, t-butilo) en C1 y C6.
El equilibrio puede alterarse variando la sustitución en C7. Los grupos donadores de electrones (EDG) favorecen el norcaradieno, mientras que los grupos que retiran electrones (EWG) favorecen el cicloheptatrieno.
El tautomerismo del norcaradieno y el cicloheptatrieno puede entenderse en base a los orbitales moleculares de ciclopropano de Walsh del anillo de ciclopropano de norcaradieno. La racionalización electrónica para la estabilización de los orbitales de Walsh es posible tanto para los grupos de extracción de electrones como de donación de electrones en el carbono C7. Los orbitales moleculares de los grupos de extracción de electrones en C7 se superponen con los orbitales HOMO Walsh del anillo de ciclopropano causando un acortamiento del enlace C1-C6. En el caso de los grupos donadores de electrones, la superposición orbital es nuevamente posible ahora en el LUMO, lo que resulta en un aumento del carácter antienvejecimiento que desestabiliza el tautómero de norcaradieno. La posición del equilibrio puede controlarse dependiendo de los sustituyentes carbeno.

## Aplicaciones

### Fármacos
La importancia de la química de anulación de expansión de anillo de Buchner es evidente en la aplicación de esta secuencia sintética en la síntesis de compuestos biológicos.
Mientras estudiaba una reacción análoga de la adición de carbeno al tiofeno, Stephen Matlin y Lam Chan aplicaron el método de expansión del anillo de Buchner en 1981 para generar derivados espiro de la penicilina.
En 1998, Mander et al. sintetizó la tropona diterpenoide llamada harringtonólido usando la química de anulación de expansión del anillo intramolecular de Buchner. Se usaron un catalizador de rodio (Rh2(mandelato)4) y DBU (1,8-diazabiciclo [5.4.0] undec-7-eno) para generar el carbeno. Se descubrió que este producto natural tiene propiedades antineoplásicas y antivirales.
Danheiser y col. utilizó la generación intramolecular de carbenoides para producir azulenos sustituidos a través de una expansión de anillo tipo Buchner. El fármaco anti-úlcera, Egualen (KT1-32) se sintetizó usando esta estrategia de anulación de expansión de anillo con un catalizador de rodio (Rh2(OCOt-Bu)4) en éter.

### Materiales
El método de expansión de anillo de Buchner se ha utilizado para sintetizar materiales de partida para aplicaciones en ciencia de materiales que involucran células fotovoltaicas. El desarrollo de una interfaz donante-aceptor (D-A) compuesta por donantes de polímeros conductores y aceptores de derivados de buckminsterfullereno crea un compuesto separado por fases que mejora la fotoconductividad (disponible solo con donantes de polímeros) en el proceso de transferencia de carga fotoinducida de las células fotovoltaicas. Los compuestos de fullereno pueden funcionalizarse para la miscibilidad de C60 para aumentar la eficiencia de la célula solar dependiendo de la película delgada polimérica sintetizada.

## Desventajas
Las desventajas de la reacción implican reacciones secundarias del resto carbeno. La elección del solvente para la reacción necesita ser considerada. Además del potencial de reacciones de inserción de enlaces carbono-hidrógeno, la inserción carbono-halógeno-carbeno es posible cuando se usa diclorometano como solvente. 
El control de la regioselectividad durante la adición de carbeno es necesario para evitar productos secundarios resultantes de los isómeros conjugados de cicloheptatrieno. Noels y col. utilizó catalizadores Rh (II) para la generación de carbeno en condiciones de reacción moderadas (temperatura ambiente) para obtener regioselectivamente el isómero cinético no conjugado de cicloheptatrieno.